# Ottafluorocubano
L'ottafluorocubano, o anche perfluorocubano, è un composto organico derivato del cubano (idrocarburo platonico) per sostituzione formale di tutti gli idrogeni con atomi di fluoro; la sua formula molecolare è quindi C8F8, o anche (CF)8. Come nel cubano, gli atomi di carbonio sono legati tra di loro a formare un cubo, con un atomo di fluoro legato a ogni vertice del cubo.
A temperatura ambiente il cubano è un solido incolore sublimabile. È stato a lungo un composto di interesse teorico, ma è stato sintetizzato per la prima volta solo nel 2022, quando è stato preparato da un estere carbossilico del cubano partendo dalla sua eptafluorurazione. Da un'indagine di cristallografia a raggi X risulta che la lunghezza dei legami C-C nell'ottafluorocubano (157,0 pm) è pressoché identica a quella del cubano (157,2 pm).
L'ottafluorocubano ha attratto interessi teorici per la sua struttura elettronica inusuale, che è indicata dalla sua suscettibilità ad accogliere un elettrone, che risulta essere intrappolato all'interno del cubo e a formare quindi l'inusuale specie  [C8F8]−, un anione radicalico. La trasformazione costituisce a tutti gli effetti una riduzione dell'ottafluorocubano, che pertanto ha proprietà ossidanti.
Sebbene stando alla definizione non sia un PFAS, risulta tuttavia essere persistente nell'ambiente.
L'ottafluorocubano è stato votato "composto preferito del 2022" dai lettori del Chemical & Engineering News.